# Forrestal-Katastrophe

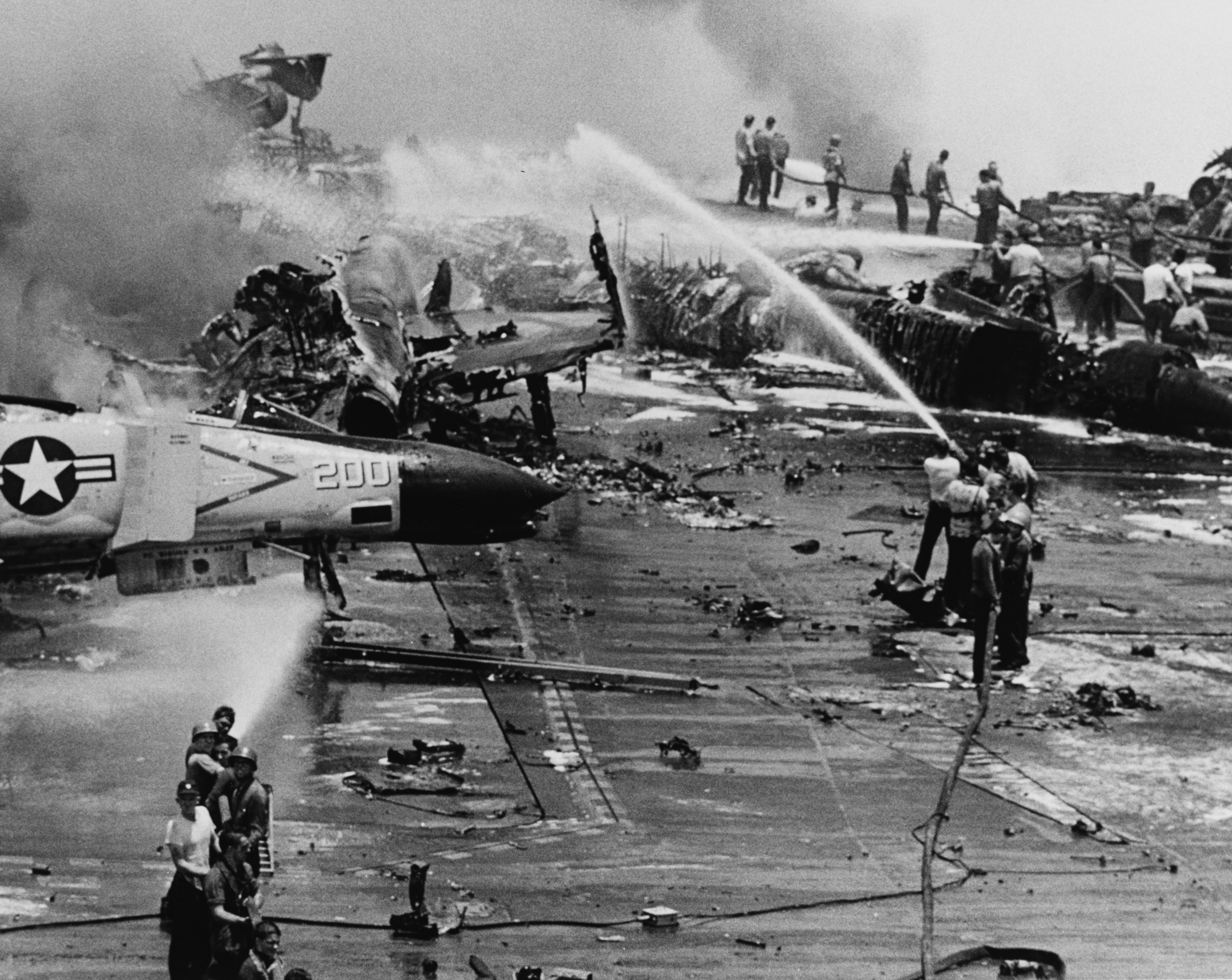
Decksmannschaften bekämpfen das Feuer an Deck der Forrestal

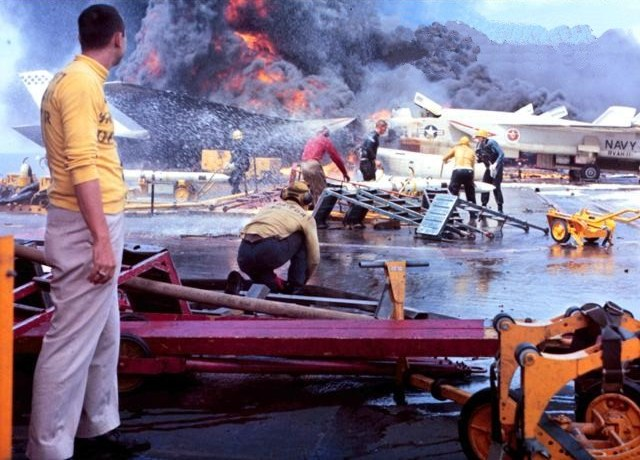
Feuerausbruch auf dem Flugdeck der Forrestal

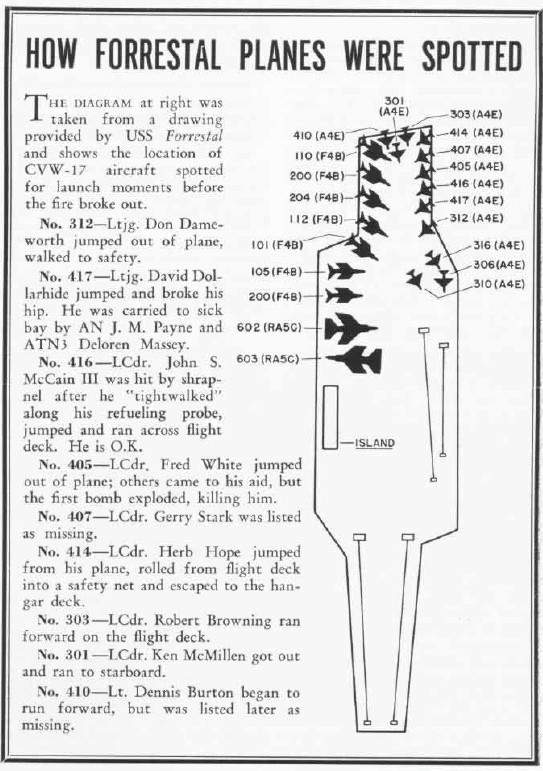
Decksplan der Forrestal am 29. Juli 1967

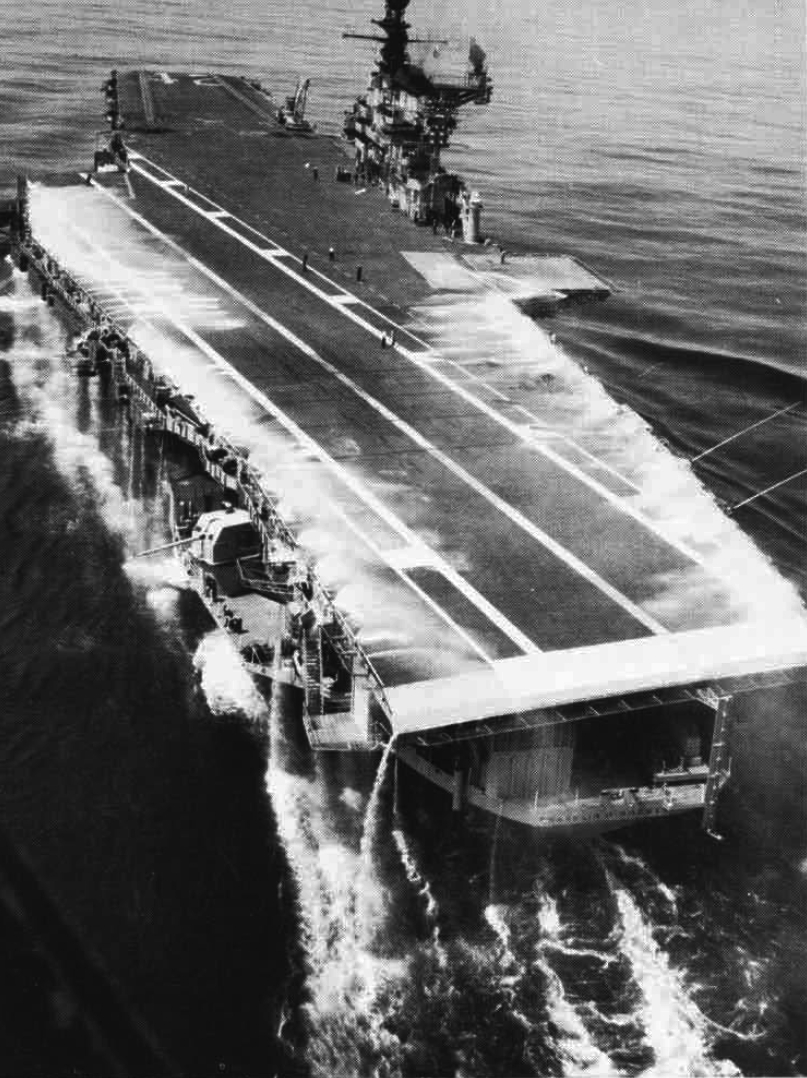
Die Franklin D. Roosevelt erhielt infolge der Forrestal-Katastrophe 1969 als erster Träger ein neues Deckskanten-Löschsystem

Die Forrestal-Katastrophe ereignete sich während des Vietnamkrieges am 29. Juli 1967 an Bord des Flugzeugträgers Forrestal. Sie kostete 134 Menschen das Leben, 161 wurden verletzt. Eine fehlgezündete Zuni-Rakete hatte ein Flugzeug auf dem Flugdeck in Brand gesetzt. Dies löste eine Explosion aus, wodurch bereitstehende Munition sowie weitere Flugzeuge Feuer fingen. Der Großbrand setzte sich auch unterhalb des Flugdecks fort und konnte erst nach mehreren Stunden gelöscht werden.

## Verlauf der Katastrophe
Im Juni 1967 war die Forrestal von Norfolk aus nach Vietnam aufgebrochen. Ende des Monats war sie im Golf von Tonkin eingetroffen, wo ihre Flugzeugträgergruppen an Bombenangriffen auf Ziele in Nordvietnam beteiligt waren. Der erste Start an diesem Tag verlief ohne Zwischenfälle. Um 10:50 Uhr bereitete sich die Forrestal auf den zweiten Angriff des Tages vor. Auf dem Flugdeck befanden sich 26 betankte und bewaffnete Flugzeuge mit minimalem Abstand zueinander. Sieben Minuten vor dem Start erfolgte eine dumpfe Explosion. Ohne Vorwarnung war eine Rakete versehentlich von einem der F-4 Phantom-Kampfflugzeuge auf dem Deck abgefeuert worden. Die Rakete traf ein Besatzungsmitglied an Deck, bevor sie eine A-4 Skyhawk auf der gegenüberliegenden Seite des Flugdecks erfasste und durchschlug. Die Rakete durchdrang das Flugzeug, ohne zu explodieren, und stürzte anschließend ins Meer. Aus dem aufgerissenen Treibstofftank der Skyhawk liefen jedoch mehrere hundert Liter Kerosin aus, die sich durch die auf dem Flugdeck zurückgelassenen Partikel des brennenden Raketentreibstoffs schnell entzündeten. Der brennende Treibstoff des verunglückten Flugzeugs wurde durch den starken Wind über das Flugdeck nach achtern geblasen, wodurch weitere Flugzeuge in Brand gerieten. Der Deckoffizier (der wachhabende Offizier, der gegenüber dem kommandierenden Offizier für den sicheren Betrieb des Schiffes verantwortlich ist) gab den Befehl Alle Mann auf Gefechtsstation.

Durch den Einschlag der Zuni-Rakete wurden mindestens eine, wahrscheinlich zwei 1.000-Pfund-Bomben des Typs AN-M65A1 aus ihren Verankerungen gerissen und fielen in die Flammen.
Das Schadensbekämpfungsteam 8 unter dem Kommando von Chief Aviation Boatswain's Mate Gerald Farrier, der eine spezielle Ausbildung zum Löschen von Bränden auf dem Flugdeck absolviert hatte, reagierte sofort. Aufgrund seiner Ausbildung ging er davon aus, dass er etwa zehn Minuten Zeit haben würde, um das Feuer um die Bomben herum zu löschen, bevor es zur Selbstentzündung kommen würde. Um die Bomben zu kühlen, besprühte Farrier sie sofort mit PKP, einem trockenchemischen Löschmittel. Die AN-M65-Bomben waren jedoch nicht nur instabil. Ihr Alter und ihre chemische Zusammensetzung führten sogar zu einer noch stärkeren Explosion. Etwas mehr als eine Minute nach Ausbruch des Feuers explodierte die Bombe und tötete Farrier und fast sein gesamtes Team (nur drei überlebten schwer verletzt) Eine zweite Bombe explodierte neun Sekunden später und löste eine Kettenreaktion aus.

Die beiden A-4 von Lieutenant Commander White und Lieutenant Commander McCain, die voll getankt und mit Munition beladen waren, wurden durch die Explosion zerstört. Innerhalb von vier Minuten erschütterten sieben große Explosionen das gesamte Schiff, und etwa 40.000 Gallonen Kerosin aus Flugzeugen, die auf dem Flugdeck entdeckt worden waren, entzündeten sich und trugen zu den Schäden bei. Feuerlöschteams, Piloten und Geschwaderpersonal an Deck wurden durch die Explosionsserie niedergeworfen, verletzt oder getötet. Das Feuer breitete sich mit der ersten Explosion auf jedes Flugzeug im gesamten hinteren Teil des Flugdecks aus. Auf dem Flugdeck entstanden sieben Löcher durch die Explosionen von 750 Pfund-, 500 Pfund- und 1000 Pfund-Bomben. Raketen und 20-mm-Geschosse flogen über das Deck, und Schleudersitze wurden in die Luft geschossen." Spätere Analysen ergaben, dass mindestens neun Bomben auf dem Flugdeck explodierten, acht davon waren AN-M65-Bomben, deren Sprengkraft gegenüber einer normalen 1000-Pfund-Bombe erheblich verstärkt war. Andere Bomben auf dem Flugdeck funktionierten wie vorgesehen und detonierten nicht aufgrund des Feuers.

Die meisten Piloten auf dem hinteren Teil des Flugdecks konnten sich retten, aber zwei weitere, Leutnant Dennis Barton und Lieutenant Commander Gerry Stark, kamen bei den Explosionen ums Leben. Durch die Löcher im Flugdeck ergoss sich brennender Treibstoff in den Hangar und die Liegeplätze im hinteren Teil des Schiffes, was zu weiteren Opfern führte. Ein Teil des brennenden Treibstoffs wurde von ungeschulten Löschmannschaften verteilt, die Wasser zum Löschen einsetzten, wobei in einigen Fällen der von anderen Mannschaften ausgebrachte Schaum weggespült wurde und das Feuer erneut entfachte. Der Verlust des gesamten spezialisierten Feuerlöschteams bei der ersten Explosion hatte entscheidende Auswirkungen.
Nach dem Ende des Zweiten Weltkriegs waren die meisten Matrosen auf den Schiffen aufgrund der während des Krieges gemachten Erfahrungen in der Brandbekämpfung an Bord ausgebildet worden. In den 1960ern hatte die Navy jedoch darauf verzichtet und spezialisierte Schadens- und Brandbekämpfungsteams eingeführt, sodass der Großteil der Besatzung keine Feuerlöschausbildung erhalten hatte. Daraus folgten unkoordinierte, oft erfolglose und kontraproduktive Löschversuche, die zu unnötigen zusätzlichen Todesfällen und Verletzungen führten. Gegen 12:15 Uhr war das Feuer auf dem Flugdeck gelöscht. Die Brände unter Deck, die sich durch den brennenden Treibstoff auf dem Löschwasser ausbreiteten, waren jedoch viel schwieriger zu löschen, so dass das letzte Feuer erst am nächsten Morgen um 04:00 Uhr gelöscht werden konnte. Der Befehlshaber der Einsatzgruppe befahl dem Kapitän der Forrestal, Kurs Richtung Subic Bay auf den Philippinen zu nehmen. Die Brände in den Unterdecks 2 und 3 konnten wegen starken Rauchs und Hitze nur schwer bekämpft werden und waren erst um 00:30 Uhr des 30. Juli vollständig gelöscht.

## Verluste und Schäden
134 Personen starben unmittelbar durch den Brand oder infolge der erlittenen Verletzungen. 161 Personen wurden verletzt. 21 Flugzeuge wurden zerstört (11 A-4E Skyhawk, 7 F-4B Phantom II und 3 RA-5C Vigilante). Durch die schweren Beschädigungen am Schiff war die Forrestal gezwungen nach Norfolk zurückzukehren.
Reparaturarbeiten an dem beschädigten Schiff dauerten etwa sieben Monate und kosteten 72 Millionen US-Dollar.

## Konsequenzen
Kurz nach dem Brand auf der Forrestal wurden zwei getrennte Untersuchungskommissionen eingesetzt. Die erste wurde vom Judge Advocate General’s Corps beauftragt. Ziel der Untersuchung des Judge Advocate General war es, die Ursache des Brandes und die Verantwortlichen zu ermitteln. Konteradmiral Forsyth Massey leitete diese Untersuchung und erstellte einen 7.500 Seiten umfassenden Bericht. In diesem Bericht wurde festgestellt, dass die Forrestal schwerwiegende Mängel bei der Schadensbekämpfung aufwies. Er stellte außerdem fest, dass die Feuerlöschausrüstung unzureichend und die Löschmannschaften schlecht ausgebildet waren. Sein Bericht enthielt 31 Vorschläge zur Behebung dieser Mängel.
Admiral Thomas H. Moorer, Chief of Naval Operations ordnete die Einberufung des zweiten dieser Untersuchungsausschüsse an, kurz nachdem der erste seine Arbeit aufgenommen hatte. Moorer ernannte den kürzlich pensionierten Vier-Sterne-Admiral James S. Russell zum Leiter dieses Gremiums. Admiral Russell war ein ehemaliger Marineflieger und hatte vor seiner Pensionierung als „Vice Chief of Naval Operations“ gedient. Admiral Russell wurde beauftragt, den Betrieb von Flugzeugträgern in der gesamten Marine zu untersuchen, mit dem Ziel, Sicherheitsrisiken zu ermitteln und Vorschläge zur Verbesserung der Effektivität der Schadensbekämpfung an Bord zu machen. Admiral Russell stimmte im Allgemeinen mit den Empfehlungen von Admiral Massey überein und nahm sie als Verbesserungsvorschläge in seinen Bericht auf.
Die Empfehlungen betonen die Notwendigkeit einer umfassenden Schulung in Brandbekämpfung und Schadensbegrenzung für das Personal von Flugzeugträgern. Alle Besatzungsmitglieder, einschließlich der Piloten, sollten vor dem Einsatz auf einem Schiff eine Grundausbildung in diesen Bereichen absolvieren. Darüber hinaus sollte die US-Marine realistische Übungen entwickeln, die Brände und Notfälle von der Intensität und dem Ausmaß wie auf der Forrestal simulieren. Diese sollen auch die Gefahren scharfer Waffen sowie den möglichen Verlust von Personal und Ausrüstung einbeziehen. Besondere Priorität sollte der Ausbildung von Offizieren und Mannschaften vor ihrem ersten Schiffseinsatz eingeräumt werden, wobei die Kapazitäten der Flottenschulen für Schadensbegrenzung entsprechend erweitert werden sollten.